# TT133
| F35 | M4 | t · Z1 |

| F35 | M4 | t · Z1 |

TT133 (Theban Tomb 133) è la sigla che identifica una delle Tombe dei Nobili ubicate nell’area della cosiddetta Necropoli Tebana, sulla sponda occidentale del Nilo dinanzi alla città di Luxor, in Egitto. Destinata a sepolture di nobili e funzionari connessi alle case regnanti, specie del Nuovo Regno, l'area venne sfruttata, come necropoli, fin dall'Antico Regno e, successivamente, sino al periodo Saitico (con la XXVI dinastia) e Tolemaico.

## Titolare
TT133 era la tomba di:
| Titolare    | Titolo                                                                                  | Necropoli           | Dinastia/Periodo         | Note                                                               |
| ----------- | --------------------------------------------------------------------------------------- | ------------------- | ------------------------ | ------------------------------------------------------------------ |
| Neferronpet | Capo dei tessitori del Ramesseum nei possedimenti di Amon sulla riva occidentale a Tebe | Sheikh Abd el-Qurna | XIX dinastia (Ramses II) | nella pianura; a ovest del recinto del Ramesseum; a sud della TT45 |

## Biografia
Unica notizia biografica ricavabile dai dipinti, il nome della moglie: Hunuro.

## La tomba
Dopo un breve corridoio si accede a una sala trasversale sulle cui pareti sono visibili (1 in planimetria) i resti di un dipinto rappresentante una donna e un uomo che recano oggetti e una barca trainata in una processione funeraria; seguono (2) brani del Libro delle Porte e il defunto e la moglie in adorazione della dea Hathor in presenza di un guardiano con testa di babbuino; su due registri sovrapposti (2-3) il defunto e la famiglia in adorazione di Osiride e di Hathor. Poco discosto (6) il defunto e la famiglia adorano Iside, Nephtys e Osiride mentre preti offrono libagioni agli dei e scene di tre divinità femminili (5) e del Ba del defunto.
Un corridoio, sulle cui pareti (7) sono riportati inni sacri a Osiride e Ra, dà accesso a una camera irregolare molto danneggiata in cui (8) un uomo (forse il defunto) adora Osiride.

### Annotazioni
1. ↑  La numerazione dei locali e delle pareti segue quella di Porter e Moss 1927, p. 249.
2. ↑  La prima numerazione delle tombe, dalla numero 1 alla 253, risale al 1913 con l’edizione del "Topographical Catalogue of the Private Tombs of Thebes" di Alan Gardiner e Arthur Weigall. Le tombe erano numerate in ordine di scoperta e non geografico; ugualmente in ordine cronologico di scoperta sono le tombe dalla 253 in poi.
3. ↑  I campi della Duat, ovvero l'aldilà egizio, si trovavano, secondo le credenze, proprio sulla riva occidentale del grande fiume.
4. ↑  Nella sua epoca di utilizzo, l'area era nota come "Quella di fronte al suo Signore" (con riferimento alla riva orientale, dove si trovavano le strutture dei Palazzi di residenza dei re e i templi dei principali dei) o, più semplicemente, "Occidente di Tebe".
5. ↑  le Tombe dei Nobili, benché raggruppate in un'unica area, sono di fatto distribuite su più necropoli distinte.
6. ↑  Le note, sovente di inquadramento topografico della tomba, sono tratte dal "Topographical Catalogue" di Gardiner e Weigall, ed. 1913 e fanno perciò riferimento alla situazione dell'epoca.

### Fonti
1. 1 2 3 4  Porter e Moss 1927,  p. 249.
2. ↑  Gardiner e Weigall 1913.
3. ↑  Donadoni 1999,  p. 115.
4. ↑  Gardiner e Weigall 1913, p. 28.
5. ↑  Gardiner e Weigall 1913, pp. 28-29.